# Port-Joinville
Port-Joinville is een plaats in de gemeente L'Île-d'Yeu waarvan het de administratieve zetel is.
De plaats ligt op de noordkust van het eiland Île d'Yeu en heeft de voornaamste haven van het eiland. In de haven staan drie vuurtorens, de Phare des Mariés aan de ingang van de haven en de vuurtorens op de noordwestelijke pier en op de quai du Canada. Deze kaai werd zo genoemd naar de Canadezen, die op 26 augustus 1944 het eiland bevrijdden. De kerk Notre-Dame-du-Port dateert uit de 19e eeuw en heeft een opmerkelijke koepel op haar toren. Op de place de Norvège is er een monument voor de zes eilanders die in 1917 omkwamen bij een reddingsactie voor het Noorse schip Ymer. Verder is er een museum rond de visserij en reddingsdiensten op zee.